# Zagorska Sela
Zagorska Sela – wieś w Chorwacji, w żupanii krapińsko-zagorskiej, w gminie Zagorska Sela. W 2011 roku liczyła 227 mieszkańców.